# Герб Саксонії-Ангальту
Герб землі Саксонія-Ангальт — одна з державних емблем землі Саксонія-Ангальт, поряд із земельним прапором, земельним службовим прапором і земельною печаткою. Запроваджено Законом про герби, прапори та печатки від 29 січня 1991 року.

## Опис герба
Офіційний опис герба:
Герб являє собою перетятий щит. Верхне поле посмуговане дев'ять разів у золото та чорний колір, із зеленим ромбовидним вінком в перев'яз і ліворуч - на висоті п'яти верхніх поділок — чорний орел із золотим озброєнням і з червоним язиком у срібному полі. У нижньому срібному полі чорний ведмідь, що крокує по червоній зубчастій стіні з відчиненими воротами, облямованій чорним кольором.
Навіть якщо вищезгаданий закон було замінено Законом про державні герби від 2 червня 1998 року, цей опис продовжує застосовуватися без змін.

## Символіка
На гербі зображено саксонський діамантовий вінок у верхньому полі та прусський орел у верхньому лівому відкритому полі (справа з погляду глядача), що символізує колишню прусську провінцію Саксонію. У нижньому полі розміщено асканійського ведмедя, що крокує по стіні як символ колишньої вільної держави Ангальт.

Орел для Росії
Діамантовий вінок Саксонії
Ведмідь на мурі

## Історія
З 1948 по 1952 рік герб провінції Саксонія-Ангальт мав саксонський щит, що покривався колосками (сільське господарство) і молотками (видобуток). На цьому гербі та на попередньому гербі прусської провінції Саксонія верхня смуга чорна; на пізнішому гербі прусської провінції Саксонія верхня смуга золота.

Ранній герб прусської провінції Саксонія
Герб прусської провінції Саксонія з 1918 року
Герб герцогства Ангальт
Герб вільної держави Ангальт
Герб землі Саксонія-Ангальт у 1948-1952 рр.

Після відновлення землі Саксонія-Ангальт у 1990 році був розроблений новий державний герб. На ньому зображено герб прусської провінції Саксонія у версії із золотою верхньою смугою та саксонським діамантовим вінком і (некоронованим) прусським орлом у верхньому (геральдичному) лівому куті. Таким чином, герб Саксонії-Ангальт є єдиним гербом німецької держави, який містить пряме посилання на Пруссію. Крім того, гербовий символ ведмедя можна знайти на стіні як символ колишнього князівства Ангальт-Бернбург або вільної держави Ангальт біля основи щита.

## Земельний символ

Земельний символ

Оскільки земельний герб може використовуватися лише з дозволу і лише офіційними органами, земельний уряд розробив земельний символ вільного використання. Він є гербом у спрощеному вигляді. Чорно-золоті смуги за діамантовим вінком прибрані. Тло срібне, діамантовий вінок виступає в нижню частину герба з ведмедем. Також немає розмежування між верхнім і нижнім полем, а також полем прусського орла. Герб супроводжений національними кольорами.
З новою редакцією Закону про земельний герб Саксонії-Ангальт — HzG LSA від 27 квітня 2017 року використання герба продовжує бути обмеженим відповідно до § 2. Проте в § 3 тепер описується земельний прапор із гербом. До того часу це був земельний службовий прапор, а також лише для органів влади. Відповідно до § 3 HzG LSA від 27 квітня 2017 року кожен має право використовувати земельний прапор.

## Див. також

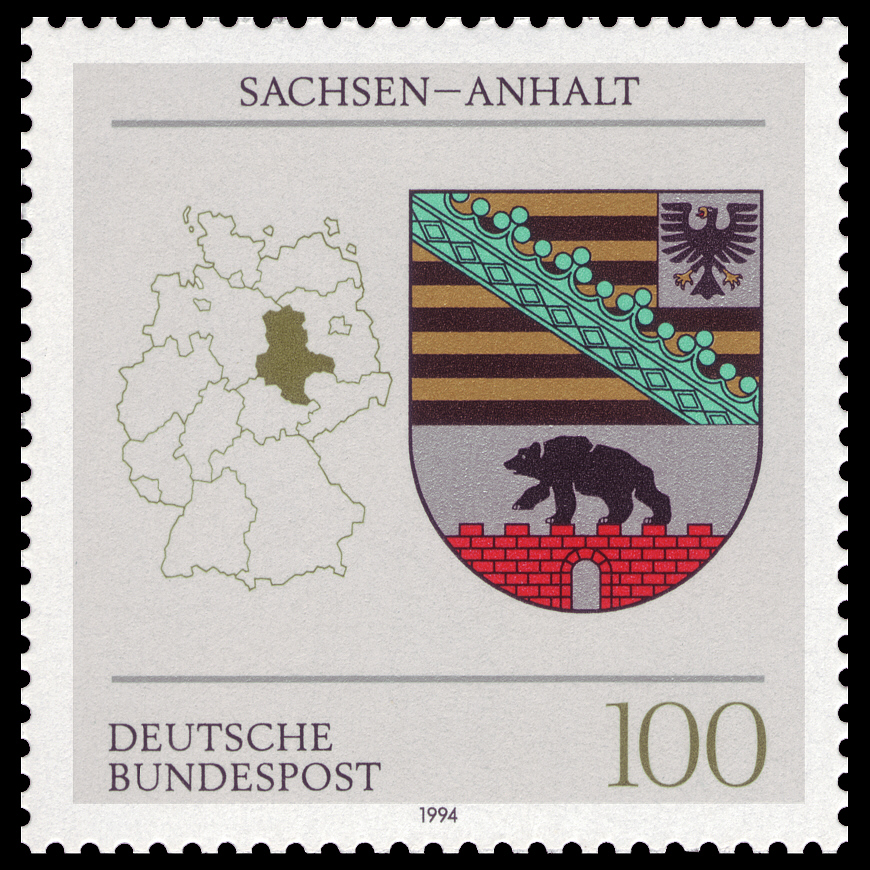
Поштова марка 1994 року із серії: Герби земель Федеративної Республіки Німеччина